# بستانجی (یوسف‌علی)
بستانجی (به ترکی استانبولی: Bostancı) یک منطقهٔ مسکونی در ترکیه است که در یوسف‌علی واقع شده‌است. بستانجی ۶۱۰ نفر جمعیت دارد.